# Benedikt Felsinger

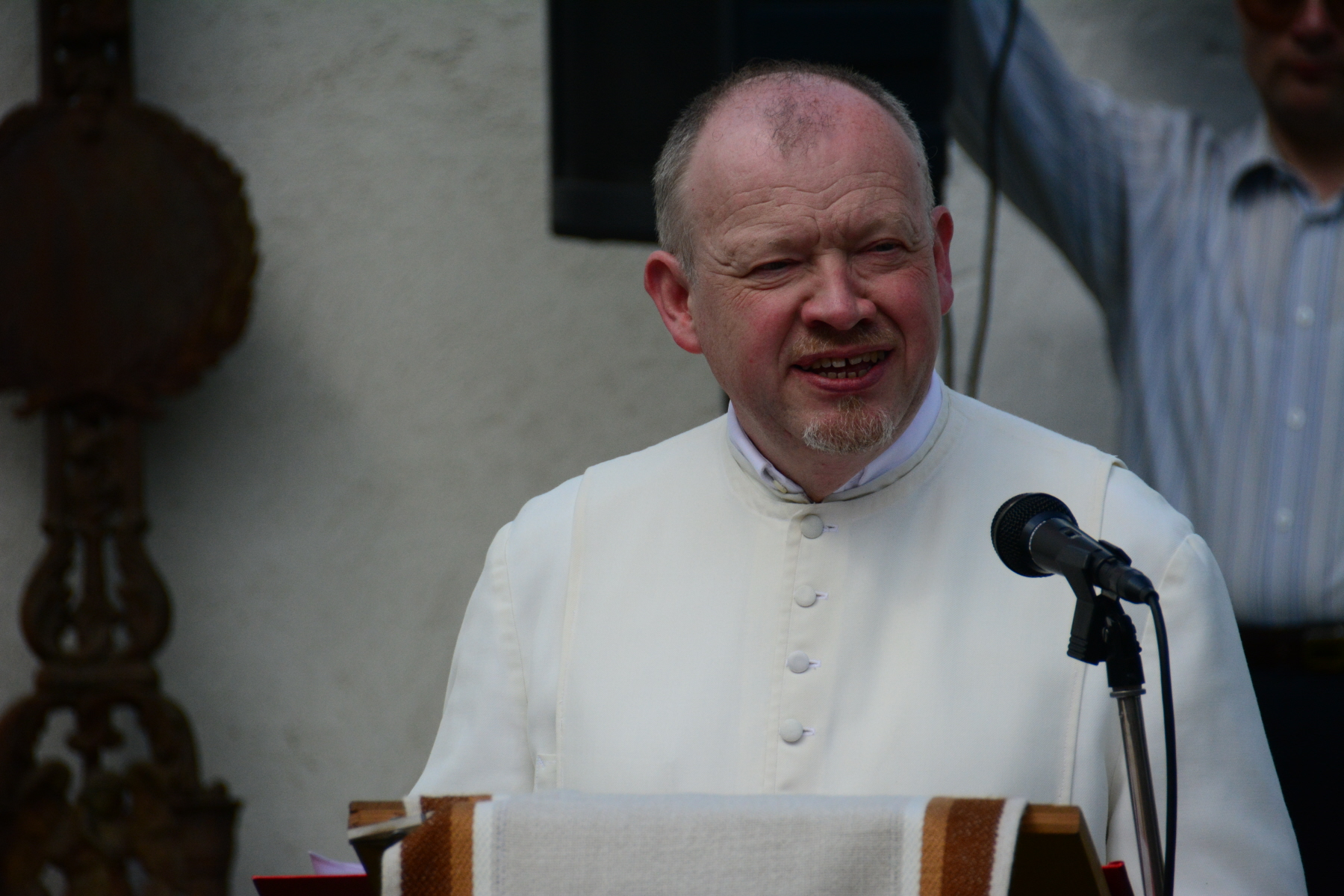
Benedikt Felsinger

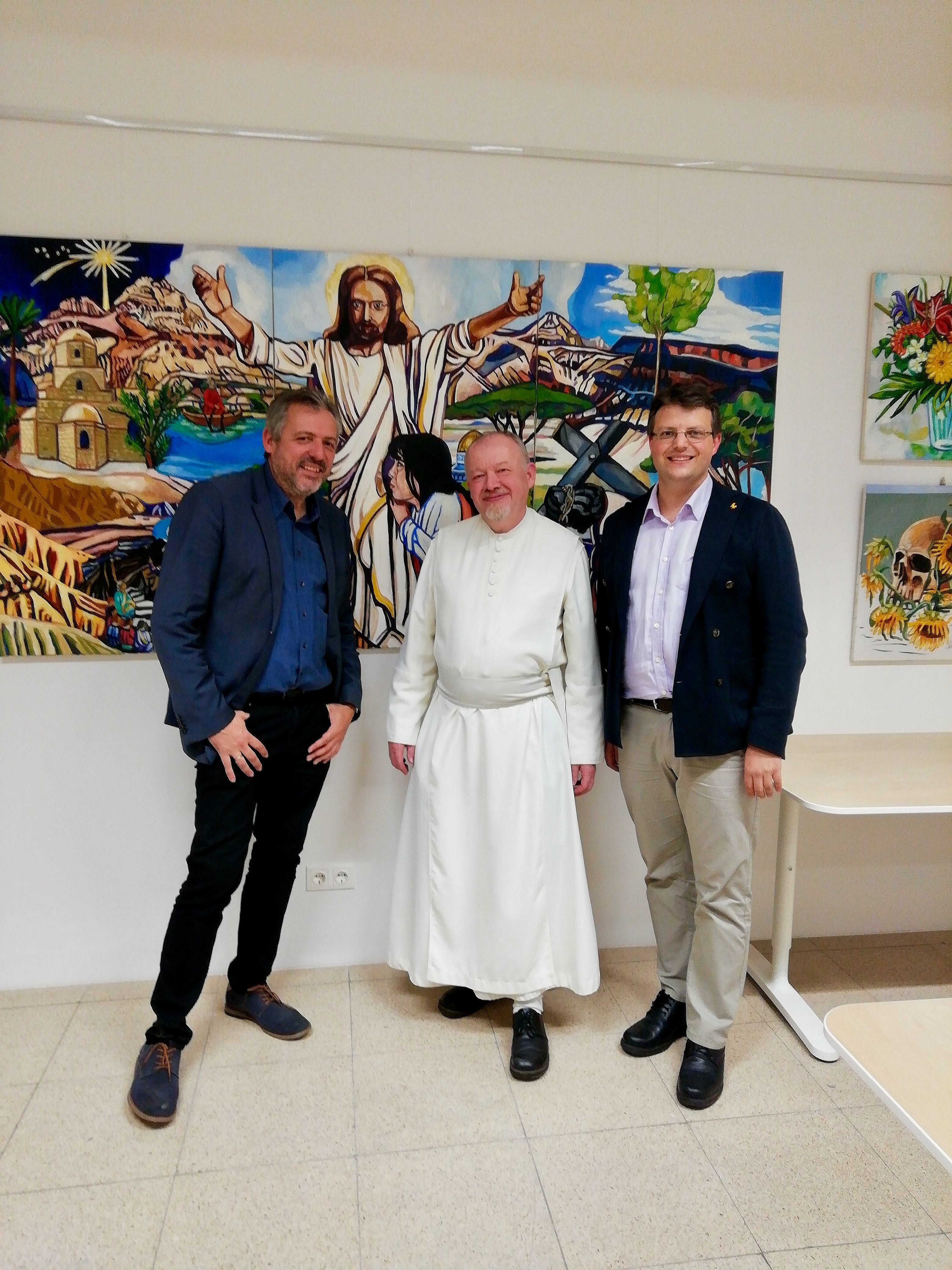
Werner Groiß mit Kräuterpfarrer Benedikt Felsinger und Künstler Matthias Laurenz Gräff

Benedikt Felsinger OPraem (* 23. Juni 1965 als Reinhold Felsinger in Horn) ist Prämonstratenser-Chorherr des Stiftes Geras, Buchautor und in Österreich als „Kräuterpfarrer“ bekannt.

## Leben
Reinhold Felsinger wuchs gemeinsam mit drei älteren Brüdern in Drosendorf auf. Nach der Schulzeit am Knabenseminar Hollabrunn und der Matura am Gymnasium Hollabrunn trat er 1984 in das Stift Geras ein und nahm den Ordensnamen Benedikt an. Nach seiner Priesterweihe am 5. Juni 1993 durch Hans Hermann Groër wurde er mit 1. September 1993 zum Kaplan für die Pfarre Harth ernannt. Hierdurch wurde er Mitarbeiter von Kräuterpfarrer Hermann-Josef Weidinger. Im Verband des Stiftes fungierte er jahrelang als Prior sowie als Pfarrer von Harth und Oberhöflein. Nach dem Tod von Hermann-Josef Weidinger im Jahre 2004 folgte ihm Benedikt Felsinger als "Kräuterpfarrer" nach. Er führt somit dessen Werk im Verein „Freunde der Heilkräuter“ in Karlstein an der Thaya und auch als Verfasser der Kolumne »Hing’schaut und g’sund g’lebt« in der »Kronen Zeitung« weiter. Felsinger erreichte durch seine Kommentare und Ratschläge in Printmedien, Radiosendungen und TV-Beiträgen, gleich seinem Vorgänger „Kräuterpfarrer Weidinger“, ein Millionenpublikum. In der österreichisch-deutschen Spielfilm Produktion Des Teufels Bad wirkte Felsinger in einer Nebenrolle als Priester mit.

## Auszeichnungen
- Verdienstzeichen des Niederösterreichischen Landesfeuerwehrverbandes 2. Klasse in Silber (2011)
- Ehrentitel Konsistorialrat

## Werke
- Heilkräuter aus dem Klostergarten. Verlag Ueberreuter, 2011, ISBN 978-3-8000-7496-9.
- Für Leib und Seele – Tipps vom Kräuterpfarrer. Amalthea Signum Verlag, 2. Auflage, 2014, ISBN 978-3-85002-870-7.